# 763
Het jaar 763 is het 63e jaar in de 8e eeuw volgens de christelijke jaartelling.

## Gebeurtenissen

### Byzantijnse Rijk
- Byzantijns-Bulgaarse Oorlog: Keizer Constantijn V stuurt een Byzantijns expeditieleger (9600 cavalerie) gesteund door een vloot (800 schepen) naar Thracië. De Bulgaren worden bij de stad Anchialus (huidige Bulgarije) aan de Zwarte Zee verslagen. Constantijn trekt met vele krijgsgevangenen in triomf Constantinopel binnen.

### Europa
- Tassilo III, hertog van Beieren, weigert koning Pepijn III ("de Korte") te ondersteunen in zijn campagne tegen Aquitanië. Hij breekt hiermee zijn Eed van Trouw om als vazal van het Frankische Rijk militaire hulp te bieden.
- al-Ala ibn Mughith landt nabij Beja om namens de Abbasiden Andalusië te heroveren op Abd al-Rahman I. Hij achtervolgt abd al-Rahman naar Carmona en belegert de stad. Na een belegering van 2 maanden doet Abd al-Rahman een uitval met 700 man elitetroepen. Het leger van al-Ala wordt op de vlucht gejaagd en hijzelf sneuvelt.

### Azië
- Koning Trisong Detsen van Tibet valt het Chinese Keizerrijk binnen en verovert de hoofdstad Chang'an (huidige Xi'an). Gedurende twee weken zetelt een Tibetaanse marionet op de keizerstroon. Gansu valt voor langere tijd in Tibetaanse handen. In het Verdrag van Chang'an wordt China verplicht tribuut aan Tibet te betalen.

## Geboren
- Haito, Frankisch abt (overleden 836)

## Overleden
- Shantideva, Indiaas filosoof